# Haggart Lake, Muskoka District
Haggart Lake är en sjö i Kanada.   Den ligger i District Municipality of Muskoka och provinsen Ontario, i den sydöstra delen av landet, 300 km väster om huvudstaden Ottawa. Haggart Lake ligger 230 meter över havet. Arean är 0,36 kvadratkilometer. Den sträcker sig 0,6 kilometer i nord-sydlig riktning, och 1,2 kilometer i öst-västlig riktning.